# Bondary (województwo podlaskie)
Bondary (wymowa miejscowa: Bandary, z akcentem na ostatnią sylabę) – wieś sołecka w Polsce, w województwie podlaskim, powiecie białostockim, gminie Michałowo. Leży nad zalewem Siemianówka nad Narwią.
Wieś jest siedzibą sołectwa Bondary w skład którego wchodzą: Bondary, Rybaki, Bagniuki, Osiedle Bondary, Tanica Górna, Tanica Dolna, Rudnia, Bołtryki i Garbary.
Przez miejscowość przebiega droga wojewódzka nr 687.

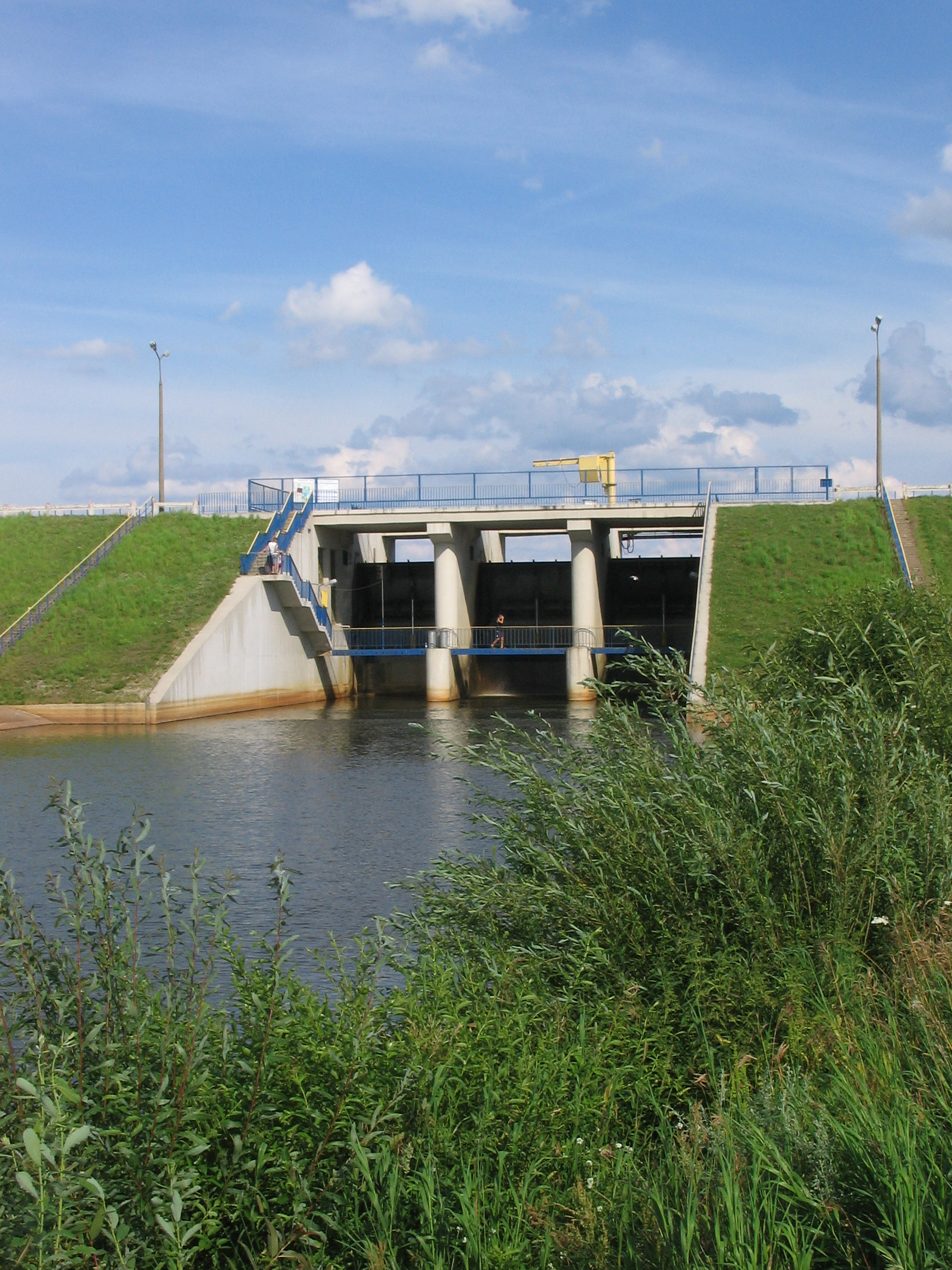
Tama na Narwi

W skład sołectwa Bondary wchodzą Bondary, Rybaki, Bagniuki, Osiedle Bondary, Tanica Górna, Tanica Dolna, Rudnia, Bołtryki i Garbary.
Bondary z jednej strony otacza iglasty las, z drugiej działki i łąki, z trzeciej pola i pastwiska położone po obu stronach Narwi. W roku 1988 zbudowano tu nowe osiedle mieszkalne, składające się z 9 bloków, do których w związku z budową zalewu Siemianówka przesiedlono ludność z wsi Rudni, Łuki, Bud, Garbar i Bołtryków.
W latach 1975–1998 miejscowość położona była w województwie białostockim.
Dużą część mieszkańców stanowią polscy Białorusini i wyznawcy prawosławia, należący do parafii Narodzenia Najświętszej Bogarodzicy w Juszkowym Grodzie.
Wierni Kościoła rzymskokatolickiego należą do parafii Przemienienia Pańskiego w Jałówce.

## Urodzeni w Bondarach
- Aleksander Barszczewski – białoruski pisarz i poeta
- Włodzimierz Kazberuk – pisarz białoruski, literaturoznawca, krytyk, tłumacz, doktor nauk filologicznych[10].